# Domenico Marchetti (anatomista)

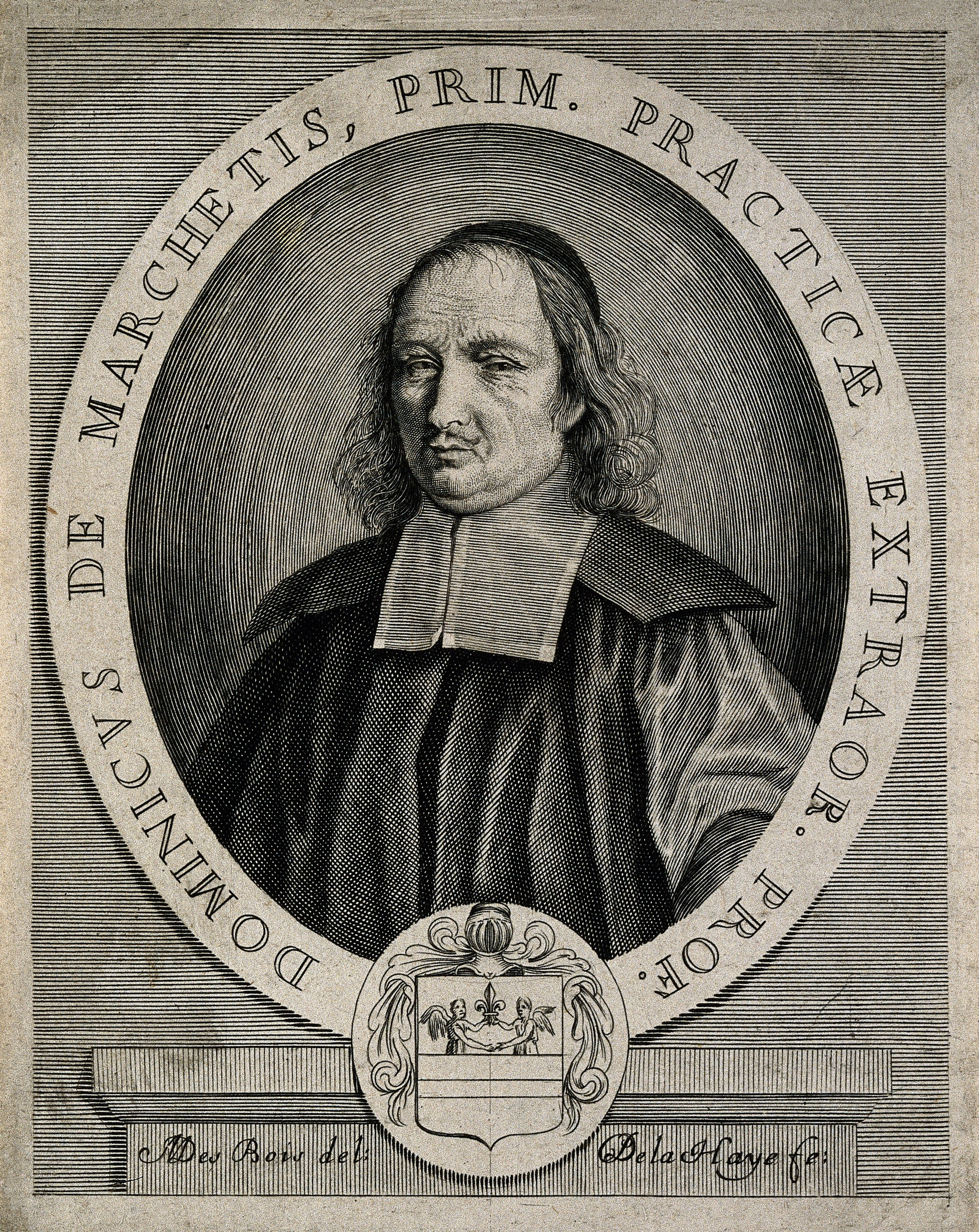
Dominicus de Marchettis. Line engraving by C. de La Haye.

Domenico Marchetti (Padova, 1626 – Padova, 13 luglio 1688) è stato un anatomista, chirurgo e medico italiano.

## Biografia
Noto anche come Dominici de Marchettis.
Era figlio di Pietro Marchetti e fratello di Antonio Marchetti.
Studiò all'Università di Padova dove si laureò in medicina e dove, nel 1644, divenne collaboratore di Johann Vesling.
Dal 1649 fu professore di Anatomia succendo a Johann Vesling e di chirurgia.
Nel 1652 eseguì la prima nefrectomia della storia della chirurgia e nel 1665 pubblicò la prima descrizione di pericardite post traumatica.
A lui si deve anche l'introduzione del metodo d'iniettare i vasi sanguigni: con questa metodica riuscì a mettere in rilievo i più fini vasi arteriosi e venosi e ad evidenziare la loro continuità.
Il 9 ottobre 1683 ottenne la cattedra di anatomia in primo loco dell'Ateneo patavino che tenne fino alla prematura morte.
Conosciuto soprattutto come abile chirurgo, secondo Albrecht von Haller fu sottovalutato come anatomista dato che la sua Anatomia cui responsiones ad Riolanum è ricca di osservazioni nuove e originali.

## Opere principali
- ANATOMIA (cui responsiones ad Riolanum anatomicum Parisiensem in ipsius animaduersionibus contra Veslingium additae sunt), Patavii 1652, 1654; Hardervici 1656; Ludguni Batavorum 1688.